# 10141 Gotenba
10141 Gotenba (1993 VE) là một tiểu hành tinh vành đai chính được phát hiện ngày 5 tháng 11 năm 1993 bởi S. Otomo ở Kiyosato.